# Баграт V Слепой
Баграт V Слепой (груз. ბაგრატ V, 1647—1681) — царь Имеретии (1660—1661, 1663—1668, 1669—1678, 1679—1681), старший сын и преемник имеретинского царя Александра III.

## Биография
При жизни своего отца Баграт с ним поссорился и вместе с матерью был изгнан, но вскоре был возвращен в столицу и объявлен наследником царского трона. В 1660 году после смерти своего отца Александра Баграт занял имеретинский царский престол. Его мачеха Дареджан женила его на своей племяннице Кетеван, дочери кахетинского царя Давида.
Однако в 1661 году по ложному доносу царица Дареджан приказала схватить своего пасынка Баграта, отняла у него жену и ослепила. Дареджан привела в Кутаиси царевича Вахтанга, считавшегося родственником имеретинских царей, вышла за него замуж и стала править в Имеретии, а Вахтанга провозгласили царем.
В 1661 году имеретинские вельможи, недовольные правлением царицы Дареджан и её мужа Вахтанга, обратились за помощью к турецкому паше Ахалциха Аслан-паше. Аслан-паша с войском вступил в Имеретию. На его сторону перешли князья Дадиани и Гуриели. Аслан-паша занял Кутаиси, где схватил Вахтанга, царицу Дареджан и Кетеван, а Баграта Слепого вторично посадил на царский престол Имеретии. Из-за своей слепоты имеретинский царь Баграт не мог управлять царством. Многие имеретинские вельможи заключили союз с князем Дадиани, который вступил в Имеретию. С другой стороны в Имеретию вступил картлийский царь Вахтанг со своей армией.
Вамик Дадиани заключил союз и породнился с царем Картли Вахтангом. Вамик Дадиани занял земли к западу от Буджтсцкали, а восточные земли были переданы царю Картли. Имеретинский царь Баграт Слепой удержал под своей властью только одну столицу — Кутаиси. Вскоре Вамик Дадиани поссорился с картлийским царем Вахтангом V и отказался выдать свою дочь замуж за его сына Арчила. В ответ картлийский царь Вахтанг V вступил в сговор с князем Деметре Гуриели, Паатой Абашидзе и имеретинскими вельможами из Верхней Имеретии, которые признали его своим царем. Картлийский царь Вахтанг V с войском вторгся в Имеретию и расположился у Сачхеры. Вамик Дадиани с войском также прибыл к Сачхере. Где к нему примкнули многие имеретинские вельможи.
Однако на сторону Вахтанга перешло все Верхнее Имерети. Тогда Вамик Дадиани не стал вступать в бой и отступил в Одиши. Вахтанг взял крепости Свери, Кацхи и Сканду. Затем картлийский царь осадил и взял Кутаиси, откуда вывел имеретинского царя Баграта. С картлийско-имеретинским войском Вахтанг вторгся в Мегрелию и прибыл под Одиши. Вамик Дадиани не смог удержаться в своей столице и бежал в Сванетию.
Вахтанг взял Одиши, где умертвил мятежников, взял и разорил многие крепости. В крепости Чаквити были захвачены семья Вамика Дадиани и его казна. Затем Вахтанг двинулся на Зугдиди. Князья Шервашидзе признали свою вассальную зависимость от царя Картли. Вахтанг утвердил на княжестве Левана Дадиани и женил его на своей племяннице Тамаре. По приказу Вахтанга в Сванетии был убит Вамик Дадиани. Вахтанг вернулся в Кутаиси, где посадил на царский престол своего 14-летнего сына Арчила. После этого Вахтанг V вернулся в Картли, уведя с собой пленного Баграта.
В 1663 году по требованию турецкого султана картлийский царь Вахтанг V вынужден был вывести своего сына Арчила из Имеретии. Тогда имеретинские вельможи попросили царя Картли вернуть им на царство Баграта Слепого. Вахтанг освободил Баграта из заключения и прислал в Иметерию. В том же 1663 году Баграт Слепой вторично занял имеретинский царский престол. Паша Ахалцихе Аслан-паша с турецким войском двинулся в Имеретию, чтобы изгнать из столицы картлийского царевича Арчила.
Узнав о воцарении Баграта Слепого, Аслан-паша вернулся в Ахалцихе. Князь Леван Дадиани отказался признавать царем Имеретии Баграта, который был зятем картлийского царя Шахнаваза. Леван Дадиани с войском вторгся в Имеретию. Царь Баграт со своим войском вышел ему навстречу. В битве князь Леван Дадиани потерпел поражение и был захвачен в плен. Баграт отобрал у князя Дадиани его жену Тамару и сам на ней женился. Баграт женил князя Левана Дадиани на своей сестре и отпустил его в Одиши.
В 1666 году крупный имеретинский мтавар Сехния Чхеидзе, недовольный правлением Баграта, вступил в тайные переговоры с ахалцихским пашой и привел в Имеретию турецкое войско. Чхеидзе тайно вступил Кутаиси и занял городскую крепость, где оставил в столице турецкий гарнизон. В 1667 году другой вельможа Бежан Лордкипанидзе захватил Кутаисскую крепость, перебил турецкий гарнизон и передал крепость царю Баграту.
В 1668 году царица Дареджан Кахетинская, мачеха Баграта Слепого, обещала ахалцихскому паше двадцать тысяч алтын, если он посадил её на царство в Имеретии. Осенью 1668 года ахалцихский паша Аслан-паша, взяв с собой царицу Дареджан и её мужа Вахтанга, с турецким войском вторгся в Имеретию. К нему присоединились со своими отрядами Дадиани, Гуриели и Чхеидзе. Имеретинский царь Баграт не смог сопротивляться и бежал в Картли. Турецкие захватчики разорили и опустошили Имеретию. Аслан-паша занял Кутаиси, где посадил на царство Дареджан и Вахтанга, и с богатой добычей вернулся в Ахалцихе. Дареджан и Вахтанг своим доверенным лицом сделали Хосию Лашхишвили, главу Лечхуми, и управляли Имеретией. В том же 1668 году Хосия в крепости Кутаиси умертвил царицу Дареджан. Её муж Вахтанг также был убит.
Имеретинские вельможи посадили на царский престол гурийского князя Деметре Гуриели. Через некоторое время имеретинцы схватили, ослепили и изгнали Деметре Гуриели. Тогда ахалцихский паша Аслан-паша прислал князем в Гурию Георгия Гуриели, сына Кайхосро Гуриели. Имеретинские вельможи попросили картлийского царя Шахнаваза прислать к ним на царство Баграта Слепого.
В 1669 году картлийский царь Шахнаваз прислал в Имеретию Баграта, который в третий раз был посажен на царский престол. Сехния Чхеидзе отказался признавать царем Баграта и хитростью захватил Кутаисскую крепость. В столице Имеретии был размещен турецкий гарнизон. Затем Сехния собрал войско, пригласил князя Левана Дадиани и выступил против Баграта Слепого. Имеретинский царь Баграт, собрав войско, в битве при Чхари разгромил мятежников. Сехния Чхеидзе потерпел поражение и был убит. Все его войско было перебито. Князь Леван Дадиани бежал в Одиши, а царь Баграт занял большую часть Имеретии.
В 1671 году князь Леван Дадиани собрал большое войско и вторгся в Имеретию. К нему присоединились многие имеретинские вельможи. Имеретинский царь Баграт отступил в Рача, а Леван Дадиани встал в Гегути и стал разорять имеретинские земли. Богарт Слепой собрал войско в Рача-Лехчуми и выступил против Левана Дадиани. В битве при Гегути Леван Дадиани был разгромлен, а его воины перебиты. Сам Леван Дадиани пытался спастись бегством, но был схвачен и доставлен к Баграту. Баграт Слепой подчинил своей власти всю Имеретию и заставил своего зятя Левана Дадиани поклясться себе в верности. Гурийский князь Георгий Гуриели был недоволен правлением имеретинского царя Баграта и обратился за помощь к ахалцихскому паше. Георгий Гуриели просил пашу, чтобы тот отобрал жену у Баграта и донёс о неверности царя турецкому султану. Ахалцихский паша с турецким войском выступил в поход на Имеретию. Баграт, предупреждённый о турецком вторжении, заранее отправил свою жену Тамару в крепость Квара, а сам собрал войско.
Ахалцихский паша и князь Георгий Гуриели с войском прибыли под Кутаиси. В 1672 году в битве под столицей имеретинский царь Баграт Слепой потерпел поражение и был захвачен в турецкий плен. Баграт пообещал дать большую взятку ахалцихскому паше, если он оставит его на царстве. Ахалцихский паша взял взятку и вернул Баграта на царский престол. Взамен имеретинский царь Баграт отдал своего сына Александра в заложники ахалцихскому паше. Зимой Баграт собрал войско и выступил в карательный поход против князя Георгия Гуриели. Баграт опустошил и разорил Гурию. Георгий Гуриели не смог ему противиться. В 1674 году имеретинский царь Баграт с войском прибыл под Кутаиси, захватил крепость и вывел оттуда турецкий гарнизон. Ахалцихский паша Аслан-паша отправил посла к Баграту, обещая прислать его сына Александра, если царь вернет ему Кутаисскую крепость.
По совету вельмож имеретинский царь Баграт вернул туркам-османам крепость в Кутаиси. Вскоре картлийский царевич Арчил и князь Георгий Гуриели, претендовавшие на Имеретию, прибыли в Ахалцихе, прося помощи у турецких властей. В 1677 году Баграт смог переманить на свою сторону князя Георгия Гуриели, женив его на своей дочери Дареджан.
В 1678 году картлийский царевич Арчил пришёл в Имеретию и занял Сурами, откуда связался со многими имеретинскими вельможами, которые перешли на его сторону. В 1678 году Арчил был вторично посажен на царский престол в Кутаиси. Баграт Слепой бежал в Гурию, а царица Тамара осталась в крепость Сканда. Арчил занял Сканду и вернул Тамару князю Дадиани. Изгнанный имеретинский царь Баграт при поддержке князя Гуриели обратился за помощью к ахалцихскому паше Аслан-паше, который обещал оказать помощь. Турецкий султан отправил на помощь Баграту эрзурумского пашу с войском. Баграт и Гуриели присоединились к турецкому войску. Арчил собрал войско и стал готовиться к битве с турками-османами. В августе 1679 года турки вторглись в Имеретию, многие имеры перешли от Арчила на сторону Баграта. Арчил бежал в Рачу. Турки бросились его преследовать. Турки заняли Рачу, сожгли и опустошили окрестности. Арчил прибыл в Кулбити. Эрзурумский паша приказал казнить Аслан-пашу, опустошил Имеретию, убивая и захватывая в плен мирное население. Баграт Слепой был в четвёртый раз посажен на имеретинский царский престол. Укрепившись на престоле, Баграт собрал войско и выступил против князя Левана Дадиани.
В битве Леван Дадиани был разгромлен, Баграт отобрал у него свою жену Тамару и вторично женился на ней. Леван Дадиани заключил союз с князем Георгим Гуриели, отправил к нему в заложники своего сына Манучара, примирился с ним и захватил Одиши. В 1680 году после смерти Левана Дадиани Георгий Гуриели умертвил его сына Манучара и безуспешно пытался захватить Мегрелию.